# Václav Říha (dělník)
Václav Říha (1. února 1919 Budapešť – 24. října 1942 koncentrační tábor Mauthausen) byl vyučený slévač a autor milostného dopisu, při jehož vyšetřování se kladenské gestapo za protektorátu dostalo na údajnou stopu strůjců atentátu na R. Heydricha a který nacisté využili jako záminku pro vyhlazení obce Lidice.

## Život

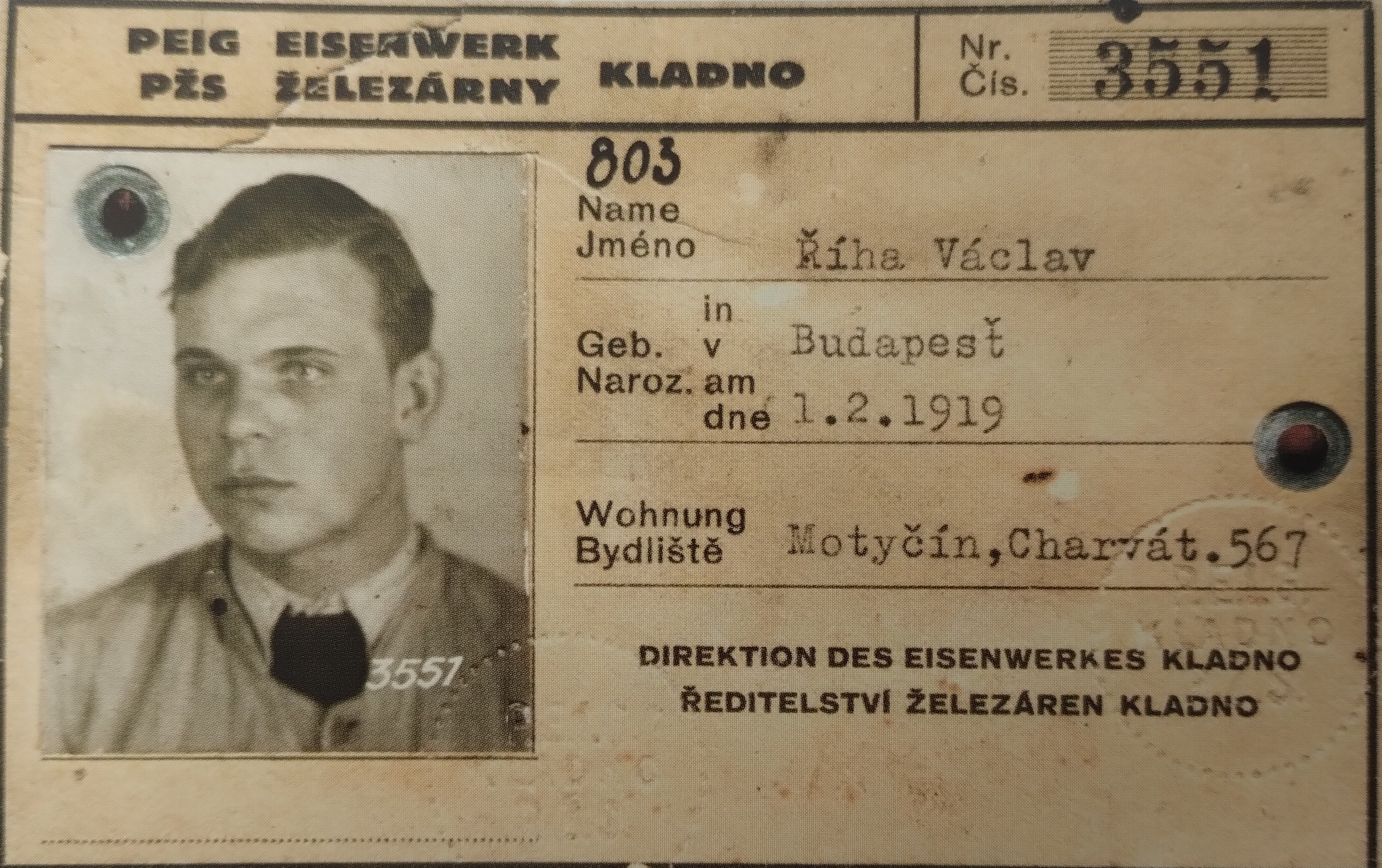
Pracovní průkaz Václava Říhy

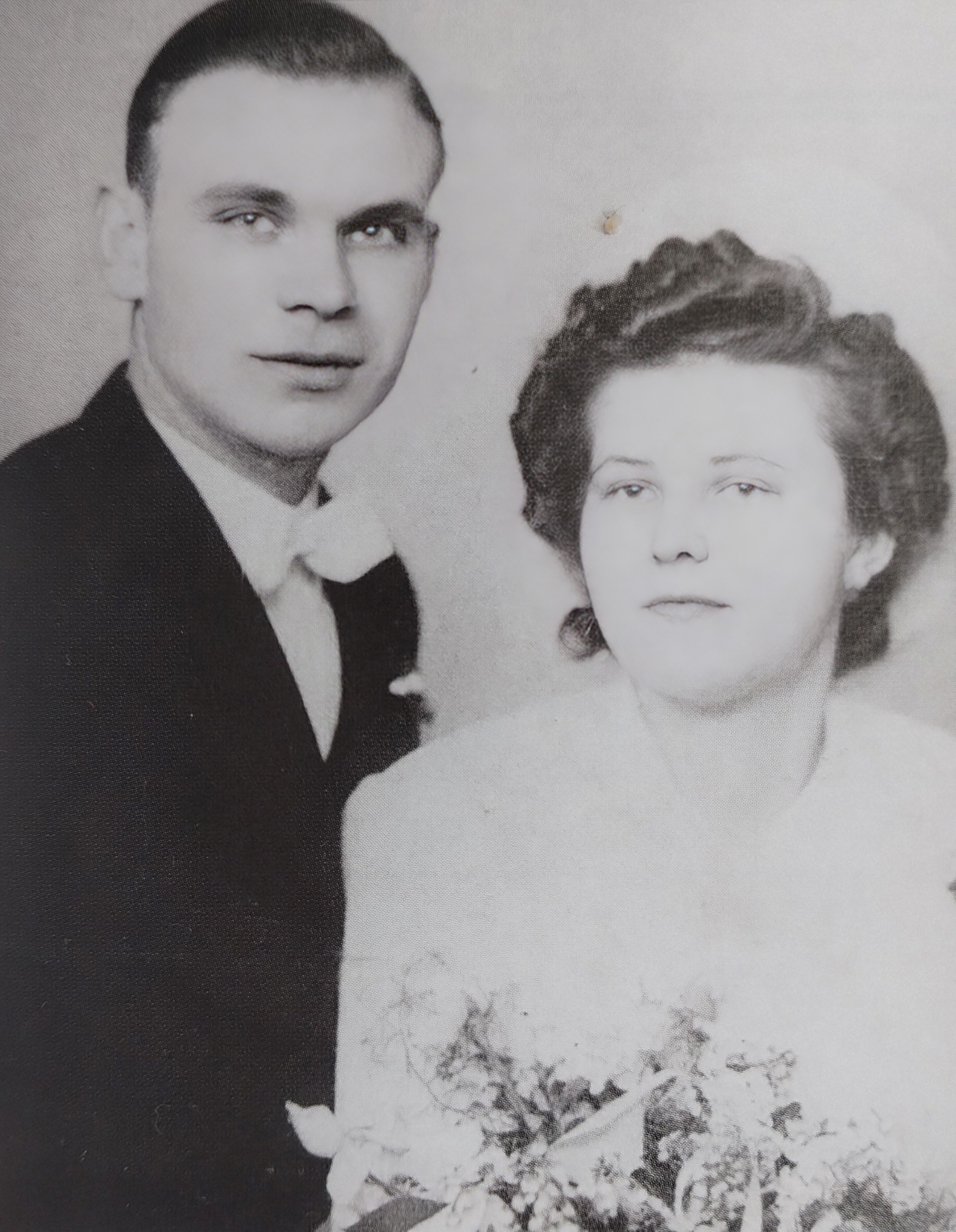
Svatební fotografie Václava a Jarmily Říhových

Václav Říha se narodil 1. února 1919 v Budapešti. Jeho otec byl námořník, s matkou Josefou Říhovou žil po návratu do Československa v Motyčíně (pozdější Švermov) a poté ve Vrapicích č. p. 75 (součást Kladna). Byl evangelík. Vyučil se slévačem a za protektorátu pracoval u Pražské železářské společnosti, a. s., železáren Kladno. Měl hudební talent, který využíval coby příležitostný muzikant. Hrál na housle a trubku, věnoval se fotbalu. V roce 1939 se svým kamarádem z Lidic Josefem Horákem a Františkem Stoncnerem uvažoval o odchodu do československé zahraniční armády. Václav Říha však odchod neuskutečnil a 26. dubna 1941 se oženil. 3. listopadu 1941 se manželům Václavu a Jarmile Říhovým narodila dcerka Stanislava. Říha se rád předváděl a měl pověst "chvastouna" a "vejtahy". V manželství údajně nebyl šťastný a často vysedával po hospodách.
Navázal milostný poměr s Annou Maruščákovou, jíž se přestavil jako Milan. Maruščákovou zaujal svým nenuceným chováním světáka, byl veselý, hovorný a zábavný, což jí imponovalo. Snažil se v ní navodit zdání odbojového pracovníka či partyzána. Požádal ji, aby Horákovým v Lidicích vyřídila, že jejich syn je v Anglii zdráv a nemusí se o něj obávat (v té době byl Josef Horák z Lidic příslušníkem 311. čs. bombardovací perutě ve Velké Británii). Maruščáková pověřila vzkazem svou příbuznou.

## Osudný dopis

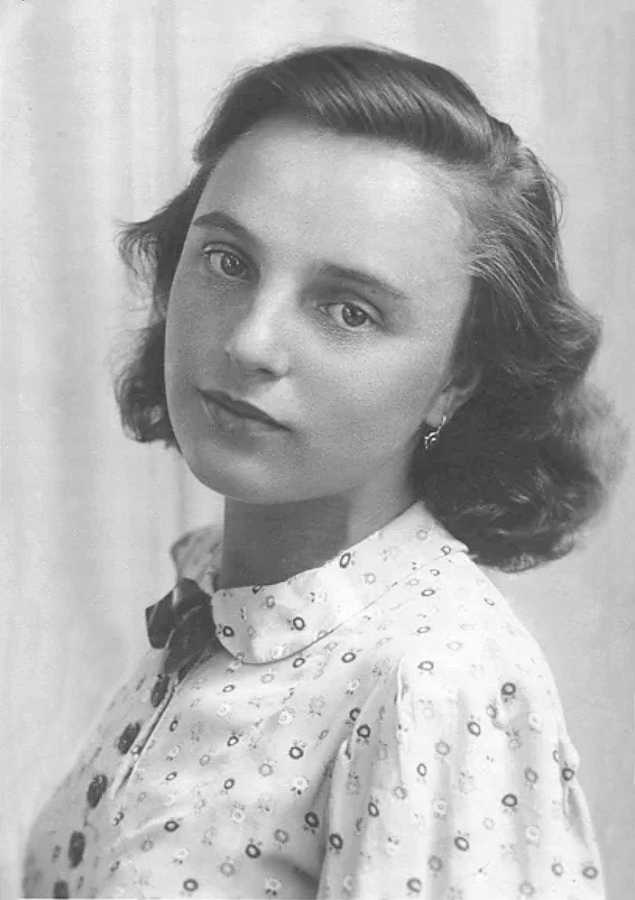
Anna Maruščáková

Dne 30. května (údaje se doposud o jeden den rozcházejí) nebo 31. května 1942 se Václav Říha rozhodl svůj milostný poměr s Maruščákovou ukončit. Na svém pracovišti požádal ve večerních hodinách úředníka mzdové kanceláře Jermana, aby mu napsal na stroji dopis, který mu nadiktoval. Text dopisu formuloval tak, aby si Maruščáková jeho "zmizení" vysvětlila jako odchod účastníka odboje nebo snad samotného atentátníka do ilegality. Jerman mu vyhověl, ačkoli mu dopis připadal obsahem nejasný a záhadný. Poté vyhledal Říha spoludělníka Dvořáka z Nového Jáchymova u Křivoklátu, kterého požádal, aby dopis vhodil ve svém bydlišti do poštovní schránky, a vysvětlil mu, že má známost s jistou dívkou, obává se vyzrazení a zároveň u ní chce vzbudit dojem, že se zdržuje ilegálně někde na Křivoklátsku. Dvořák vhodil dopis adresovaný na firmu Palaba ve Slaném (kde Maruščáková pracovala) dne 31. května 1942 do poštovní schránky v Hudlicích u Křivoklátu.
Maruščáková tou dobou nebyla na svém pracovišti, protože si před několika dny v dílně poranila prst a lékař jí vystavil pracovní neschopenku. Dopis přišel dne 3. června 1942 na stůl ředitele Jaroslava Pály (podle některých tvrzení dopis otevřel některý z pracovníků kanceláře a odbavil ho pro ředitelství jako běžnou úřední poštu) a stálo v něm: „Drahá Aničko, promiň, že Ti píši tak pozdě, a snad mě pochopíš, neb víš, že mám mnoho práce a starostí. Co jsem chtěl udělat, tak jsem udělal. Onoho osudného dnes jsem spal někde na Čabárně. Jsem zdráv. Na shledanou tento týden a pak již se neuvidíme. Milan“ Dopis se Pálovi zdál tajemný a vzbudil v něm dojem, že se jedná o nastrčenou provokaci. Zatelefonoval proto na četnickou stanici ve Slaném. Strážmistr Vybíral, který se dostavil, se domníval, že jde o obyčejný nezávazný milostný dopis. Naopak Pála měl považovat odesilatele za jednoho z útočníků na Heydricha. Četníci předali informace kladenskému gestapu, kde případ dostal k vyšetření tlumočník a kriminální asistent kladenského gestapa Oskar Felkl.
Anna Maruščáková byla zatčena ještě téhož dne (3. června 1942) večer na statku v Holousích. Druhý den ráno byl zatčen Václav Říha. Při výslechu hovořil o svých obavách z manželky a tchyně i strachu z prozrazení svojí skutečné identity, kterou před Maruščákovou pečlivě tajil. Tajemný dopis Maruščákové napsal proto, aby jej dále nehledala. Z neznámého důvodu při výslechu tvrdil, že Josefa Horáka opakovaně potkal v lese. Navíc Anna Maruščáková při výslechu uvedla, že jí Říha požádal, aby v Lidicích vyřídila pozdrav od Josefa Horáka. A jelikož Gestapo zjistilo, že Josef Horák a také Josef Stříbrný (oba z Lidic) odešli za hranice a jsou pravděpodobně příslušníky čs. zahraniční armády, domnívalo se, že je na stopě atentátníkům.

## Lidice
Němečtí vojáci v noci na 4. června 1942 prohledali každý lidický dům a zatkli rodiny Horákových a Stříbrných. Ten samý den ráno zemřel v nemocnici na Bulovce zastupující říšský protektor Reinhard Heydrich. Přestože se ukázalo, že v Lidicích jde o falešnou stopu, jejich osud byl zpečetěn. Karl Hermann Frank na Heydrichově pohřbu 9. června 1942 v Berlíně předložil Hitlerovi svůj plán a obratem k němu dostal souhlas. Lidice byly zničeny, muži starší patnácti let zastřeleni, ženy poslány do koncentračních táborů a většina dětí, které měly být dány na „převýchovu“, byla usmrcena výfukovými plyny ve speciálním vyhlazovacím automobilu.

## Dovětek
Anna Maruščáková i Václav Říha se stali v případu vyhlazení Lidic nepohodlnými svědky. Oba byli vězněni v Praze (Anna Maruščáková ještě předtím v Kladně), z Prahy byli deportováni do Malé pevnosti Terezín, odkud putovali transportem dne 22. října 1942 do koncentračního tábora Mauthausen. V Mauthausenu byli oba dva zavražděni střelou do týla v sobotu 24. října 1942, Anna Maruščáková v 9.48 hod. a Václav Říha v 16.38 hod.
Manželka Václava Říhy, Jarmila Říhová, žila po smrti svého muže sama se svojí dcerkou Stanislavou Říhovou (* 3. listopadu 1941). Po skončení druhé světové války se Jarmila provdala za příslušníka Svobodovy armády. Dcera Stanislava byla na svého biologického otce Václava Říhu hrdá, neboť o něm věděla, že zahynul v nacistickém koncentračním táboře jako hrdina v souvislosti s lidickou tragédií. V roce 1958 spáchala mladičká Stanislava sebevraždu otravou svítiplynem nejspíše poté, co se dozvěděla o skutečné roli svého otce v celém „lidickém příběhu“.